# Brandon Thomas (Basketballspieler)
Brandon Thomas (* 17. August 1984 in Bitburg, Rheinland-Pfalz) ist ein ehemaliger US-amerikanisch-deutscher Basketballspieler. Nach seinem Studium in seinem Heimatland begann Thomas seine Profikarriere in Dänemark. 2009 gewann er die österreichische Meisterschaft. Unterbrochen nur durch einen Abstecher 2011 in der italienischen Lega Basket Serie A bei Vanoli Cremona spielte Thomas von 2009 bis 2015 für verschiedene Mannschaften in der deutschen Basketball-Bundesliga. In Niedersachsen war er in Braunschweig und Quakenbrück jeweils mehr als eine Saison tätig und erreichte wie auch mit dem FC Bayern München jeweils das Halbfinale um die deutsche Meisterschaft, worüber Thomas mit seinen jeweiligen Mannschaften jedoch nie hinauskam. In der Saison 2015/16 spielte Thomas in der spanischen Liga ACB für den CB Estudiantes Madrid, später ging er nach Deutschland zurück.

## Werdegang

### Spieler
Nach seinem Abschluss an der Judson High School in Converse, US-Bundesstaat Texas, ging Thomas zum Studium an die Long Island University nach Brooklyn, Stadtbezirk von New York City. Hier spielte er für die Hochschulmannschaft Blackbirds in der Northeast Conference der NCAA. Nach zwei Jahren wechselte er die Hochschule und studierte an der University of Massachusetts Amherst weiter. Den Regularien entsprechend war er durch den Hochschulwechsel ein Jahr lang in der NCAA nicht spielberechtigt. Im folgenden Jahr waren seine Spielanteile bei den Minutemen in der Atlantic 10 Conference mit über 20 Minuten Spielzeit pro Spiel mit denen bei den Blackbirds vergleichbar. In seinem Abschlussjahr wurde er aber nur noch gut zehn Minuten pro Spiel eingesetzt.
Trotz seiner insbesondere im letzten Hochschuljahr eher durchschnittlichen persönlichen Statistiken versuchte Thomas sein Glück als Profi und erhielt einen Vertrag in der dänischen Liga. 2008 erzielte er für Team FOG Næstved innerhalb eines Spiels 49 Punkte und stellte damit eine Ligabestmarke auf, die bis Dezember 2023 Bestand hatte.
In der folgenden Saison 2008/09 wurde er vom WBC Wels aus der ABL unter Vertrag genommen. Für den Verein errang er mit seinen Mannschaftskameraden 2009 dessen ersten Meistertitel in Österreich. Dieser Erfolg zog dann auch die Aufmerksamkeit von John Patrick, Trainer des Bundesliga-Vereins BG Göttingen, nach sich, der Thomas verpflichtete. Nach nur wenigen Wochen wurde der Vertrag noch vor Saisonbeginn aufgelöst. Im Anschluss zog es ihn in nördliche Richtung, wo er von den NewYorker Phantoms Braunschweig verpflichtet wurde. Unter dem neuen Trainer Sebastian Machowski gelang nach langer Abwesenheit zweimal in Folge die Qualifikation für die Play-offs um die deutsche Meisterschaft. Dabei bezwang man 2010 den Titelverteidiger und Hauptrundenersten EWE Baskets Oldenburg, schied dann aber im Halbfinale gegen den späteren Meister Brose Baskets aus Bamberg aus. 2011 gelang zudem der Finaleinzug im BBL-Pokal Top Four, welches wiederum gegen Bamberg verloren ging. Für die Saison 2011/12 wurde er vom italienischen Verein Vanoli-Braga aus Cremona unter Vertrag genommen.
Nach knapp zwei Monaten Spielzeit wurde der Vertrag aber Ende November aufgelöst und Thomas erhielt beim deutschen Erstligisten Dragons aus der Samtgemeinde Artland einen zunächst befristeten Vertrag über einen Monat, welcher jedoch später verlängert wurde. In den Play-offs um die deutsche Meisterschaft bezwang man in der ersten Runde den ambitionierten Aufsteiger FC Bayern München und verlor anschließend im Halbfinale dem Titelverteidiger Brose Baskets. Nach einer Saison im Artland wechselte Thomas im August 2012 zum FC Bayern. Mit den Bayern zog Thomas erneut ins Halbfinale um die deutsche Meisterschaft ein, wo er wiederum gegen den Titelverteidiger aus Franken ausschied. Zur Saison 2013/14 kehrte Thomas in München jedoch keinen neuen Vertrag, da der Kader umstrukturiert wurde. Er kehrt daraufhin zu den Artland Dragons zurück, mit denen er in der ersten Runde der Play-offs 2014 den vierfachen Titelverteidiger Brose Baskets entthronte, um wiederum im Halbfinale Pokalsieger Alba Berlin zu unterliegen. Obwohl die Mannschaft weitgehend zusammengehalten wurde, verpassten die Quakenbrücker in der Saison 2014/15 erstmals seit fünf Jahren wieder die Play-offs um die Meisterschaft. Thomas wechselte daraufhin für die Finalrunden in die französische LNB Pro A zum frisch gekürten Gewinner der EuroChallenge-Saison 2014/15, Jeunesse sportive des Fontenelles (JSF) Nanterre, am Rande der Hauptstadt Paris. In einer Mannschaft mit den ehemaligen Bundesligaspielern Jamal Shuler und Kyle Weems schied der Hauptrundenzweite jedoch bereits in der ersten Runde gegen SLUC Nancy aus. Während sich die Artland Dragons schließlich aus der höchsten deutschen Spielklasse zurückzogen, wechselte Thomas zur folgenden Saison 2015/16 erstmals in die höchste spanische Liga ACB, wo er für das „Liga-Urgestein“ CB Movistar Estudiantes in der Hauptstadt Madrid spielte.
Es folgten Stationen in Puerto Rico, im Nahen Osten sowie in Südamerika. Im August 2018 unterschrieb er einen Zeitvertrag beim Bundesligisten Gießen 46ers. Die Mittelhessen holten Thomas als Ersatz für den verletzten David Bell. Thomas blieb letztlich bis 2021 in Gießen, im Juli 2021 gab Zweitligist Science City Jena seine Verpflichtung bekannt.
Im Alter von 38 Jahren kehrte Thomas im Sommer 2023 nach Quakenbrück (mittlerweile in der zweiten Liga) zurück. Im August 2024 erhielt er die deutsche Staatsbürgerschaft, die US-amerikanische behielt er.

### Nach der Spielerlaufbahn
Im Anschluss an die Saison 2024/25 beendete er seine Spielerlaufbahn und wurde Sportdirektor der Quakenbrücker. Bei der Gründung des Artland Dragons e.V. Anfang August 2025 übernahm Thomas im Vorstand des neuen Breitensportvereins das Amt des zweiten Vorsitzenden.